# 허니제이
허니제이(Honey J, 본명: 정하늬, 1987년 8월 26일~)는 대한민국의 안무가이자, 댄서이다. 댄스 크루 홀리뱅(HolyBang)의 리더이다.

## 학력
- 남성중학교 졸업
- 상당고등학교 졸업
- 백제예술대학교 실용댄스과 졸업

## 경력
- KAC 한국예술원 실용무용과 교수
- 경희대학교 글로벌미래교육원 실용무용과 교수

## 멤버
- 퍼플로우: 2011년~2017년 5월
- 홀리뱅: 2017년 10월~

## 출연 작품

### 예능
- 2021년 Mnet 《스트릿 우먼 파이터》
- 2021년 tvN 《유 퀴즈 온 더 블럭》 129회 게스트
- 2021년 KBS 《유희열의 스케치북》 565회 게스트
- 2021년 SBS 《런닝맨》 579회 게스트
- 2021년 JTBC 《아는형님》 307회 게스트
- 2021~22년 MBC 《나 혼자 산다》 게스트
- 2022년: JTBC 《언니들이 뛴다-마녀체력 농구부》 -고정출연
- 2022년 KBS 《사장님 귀는 당나귀 귀》
- 2022년 MBC 《나혼자산다》- 게스트
- 2022년 SBS 《꼬리에 꼬리를 무는 그날 이야기》16회 게스트
- 2023년 MBC 《나혼자산다》- 482회 게스트
- 2023년 JTBC 《한문철의 블랙박스 리뷰》 46회 게스트